# Max Kaltenmoser

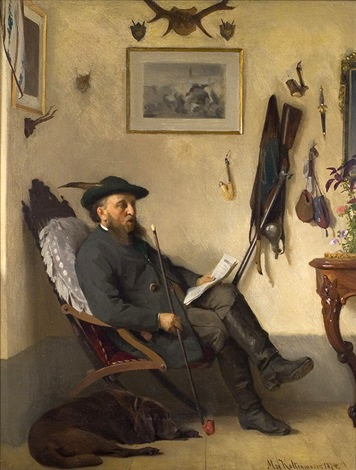
Ruhestunde

Max Kaltenmoser (* 1. Dezember 1842 in München; † 4. April 1887 ebenda) war ein deutscher Genremaler.

## Leben
Kaltenmoser war ein Sohn des Malers Caspar Kaltenmoser (1806–1867) und der ältere Bruder der Maler Albert Kaltenmoser (1844–1871) und Karl Kaltenmoser (1853–1923). Er studierte ab dem 1. Mai 1858 in der Antikenklasse der Akademie der bildenden Künste München bei Philipp Foltz und Arthur von Ramberg.
Ab 1866 nahm Kaltenmoser mit seinen Genrebildern an den Kunstausstellungen teil. Wegen einer Erkrankung verbrachte Max den Winter 1869 auf 1870 an der Riviera. Trotz des schlechten Gesundheitszustands schuf er zahlreiche Bilder. Er starb 1887 im 45. Lebensjahr. Im nächsten Jahr wurde eine ihm gewidmete Ausstellung im Kunstverein München errichtet.